# Kung Fu Panda: Drakriddaren
Kung Fu Panda: Drakriddaren (originaltitel: Kung Fu Panda: The Dragon Knight) är en animerad amerikansk action- och äventyrsserie från 2022. Serien är skapad för strömningstjänsten Netflix. Första säsongen bestod av 11 avsnitt och hade premiär den 14 juni 2022. Den tredje säsongen har planerad premiär den 7 september 2023 på samma kanal.

## Handling
Serien kretsar kring krigaren och karateexperten, pandan Po, som för att hitta magiska vapen för att återupprätta hans anseende tar hjälp av en engelsk riddare.

## Rollista i urval
- Jack Black - Po
- Rita Ora - Sir Luthera / Wandering Blade
  - Kai Zen - Sir Luthera, som ung
- Chris Geere - Klaus Dumont
- Della Saba - Veruca Dumont
- James Hong - Mr. Ping
- Rahnuma Panthaky - Rukhmini
- Ed Weeks - Colin
- Parry Shen - Weimin
- Richard Ayoade - Kyle
- JB Blanc - Nigel
- Harvey Guillén - Pelpel
- Shohreh Aghdashloo - Forouzan
- Stephanie Hsu - Zhen
- James Sie - Lao / Lian
- Nolan North
- Mick Wingert
- Carlos Alazraqui